# Астана (кладбище, Китай)
Кладбище Астана (кит. 阿斯塔那古墓) — древнее кладбище в Синьцзян-Уйгурском автономном районе Китая. Находится в 37 км юго-востоку от Турфана и в 6 км от древнего города Гаочан. Кладбище служило главным образом для погребения потомков китайских поселенцев в Гаочан с IV века до первой половины VIII века. Комплекс занимает 10 км² и содержит более 1000 гробниц. Из-за засушливой среды многие важные артефакты в гробницах хорошо сохранились, в том числе природные мумии.

## Описание гробниц
Гробницы состоят из наклонных проходов, ведущих вниз на 4 или 5 м к каменному входу, шириной около метра и высотой более метра. Затем ступенька ведет в кирпичную камеру, квадратную или продолговатую, шириной от двух до четырёх метров, длиной от трёх до четырёх метров и высотой до двух метров. Некоторые гробницы включают одну или две узкие прихожие, в которых с обеих сторон есть ниши для животных-хранителей. Эти фигуры имеют различные черты животных, а у некоторых человеческие лица. По своему изобилию они напоминают глиняные статуи Царей-Хранителей, также найденных у входов в буддийские храмы.
Тело или тела покойников окутывались текстилем. Серебряная маска для глаз овальной формы и овальный кусок шелка закрывали лицо. Иногда вместо этих масок использовались монеты. Происхождение обычая помещения монеты в рот покойнику неясно: Стейн видел параллели с греческим обычаем давать покойнику плату за его доставку в мир мёртвых (см. обол Харона), но китайские учёные утверждают, что этот же обычай наблюдается в китайских захоронениях с первого тысячелетия до нашей эры. Встречаются монеты византийской чеканки, местной копии византийской чеканки, местной копии китайской чеканки и китайские монеты.
Изначально тела были помещены в деревянные гробы, подпёртые пачками бумаги, а рядом с ними были размещены небольшие предметы личного пользования, модели одежды из бумаги и шелка, такие как обувь и шляпы. Другие подношения были помещены в деревянные или глиняные сосуды рядом с головой гроба на деревянном постаменте. Многие из сосудов имели характерный рисунок из белых точек и красных линий. Остатки пищи, высушенные, но идентифицируемые, были обнаружены в некоторых не разграбленных гробницах и включали виноград, сливы, груши, кусочки мяса и пшеницу. Несколько гробниц содержали хорошо сохранившуюся выпечку, включая пирог с джемом.
Согласно китайским верованиям, загробная жизнь очень похожа на жизнь, из которой они ушли, и поэтому покойников хоронили с вещами и деньгами, которые им потребуются. Однако для этого было достаточно похоронить модели, а не оригинальные предметы. К ним относятся человеческие фигурки, животные, одежда, украшения и музыкальные инструменты. Они были перечислены в письменном инвентаре, также помещенном в могиле. Во многих гробницах также были таблички с эпитафией для мёртвых и погребальное полотно с китайскими мифологическими персонажами Фу Си и Нюйва.
На кладбище можно найти различные статуэтки династии Тан и китайские шёлковые картины. За пределами кладбища построен новый павильон, центральным элементом которого является большая статуя Фу Си и Нюйва.

### История области
В начале первого тысячелетия эта область была занята Чеши, которые принесли присягу китайскому двору Хань. Согласно китайским историческим трудам, Ши цзи и Ханьшу, исконными жителями к востоку от Тянь-Шаня до начала первого тысячелетия нашей эры, был народ джуши, представители которого «жили в войлочных палатках и постоянно перемещались в поисках воды и травы для выпаса, и имели хорошие знания сельского хозяйства». Китайские правители разделили свою территорию в 60 году до н. э. и разместили там гарнизон и военную колонию. До 450 года нашей эры главным городом был Цзяохэ, к западу от современного Турфана. Время от времени китайцы теряли контроль над хунну, а также отступали, когда их контроль в центральном Китае нарушался. В начале IV века в Гаочане к востоку от современного Турфана было создано альтернативное командование, и эта область также попала под контроль Китая.

## Раскопки
Это место посещали многие археологические экспедиции, отправленные различными империями в этот центральноазиатский регион Китая в первые два десятилетия XX века, в том числе японские экспедиции Кодзуя Отани в 1902 году, немецкие экспедиции во главе с Альбертом Грюнведелем (ноябрь 1902 — март 1903 года) и Альбертом фон Лекоком (1904—1907, 1913—1914) и русская экспедиция Сергея Ольденбурга в 1909—1910 годах. Археолог Аурель Стейн также отправился в Астану в 1907 году, а затем вернулся на более длительный срок в декабре 1914 года.
С 1959 года китайские археологи провели более десяти раскопок на кладбищах Астана и Гаочан, в результате чего было обнаружено 456 гробниц, 205 из которых содержали фрагменты рукописей. Большинство из этих фрагментов первоначально были частью погребальных предметов (бумажных туфель, бумажных шляп, бумажных ремней, бумажных гробов), сделанных из выброшенных документов. Были найдены две тысячи документов, которые дают представление о жизни людей того времени.

### Предметы из гробниц
Материал русских исследований был первоначально депонирован в Азиатском музее Санкт-Петербурга. Позже рукописи были переданы в Санкт-Петербургский филиал Института востоковедения Российской академии наук. Японские коллекции были вывезены в Киото, но вскоре были рассеяны после того, как Отани подал в отставку с поста аббата Ниши Хонгандзи в 1914 году. В отличие от других экспедиций, исследования японских монахов финансировались Отани в частном порядке, поэтому находки не хранятся в государственных коллекциях. Хотя к 1926 году первые материалы экспедиции находились в Императорском музее подарков в Киото, к 1944 году эти предметы были в руках частного коллекционера Тейзо Кимуры. Японское правительство было вынуждено выкупить их после войны, и, наряду с некоторыми другими предметами, купленными у других лиц, коллекция была сдана на хранение в Восточную секцию Токийского национального музея, где она хранится и сегодня. Большая часть материалов второй и третьей экспедиции Отани хранилась в его доме и была продана вместе с домом в 1916 году. Покупатель, Фузаноске Кухара был другом Тэраути Масатакэ, генерал-губернатора Кореи (аннексирована Японией в 1910 году). Он представил коллекцию своему другу, который хранил её в музее генерал-губернатора, впоследствии ставшем Национальным центральным музеем в Сеуле (ныне Национальный музей Кореи). Немецкие коллекции находятся в Берлине в Государственной библиотеке (рукописи) и в Музее азиатского искусства. Коллекции Стейна из Астаны находятся в Британской библиотеке, Британском музее, Музее Виктории и Альберта и Национальном музее в Нью-Дели.
Многие тысячи артефактов, найденные китайскими археологами с 1958 года, были вывезены в музей Урумчи. Предметы из гробниц, найденные во время различных раскопок, были представлены на нескольких выставках.